# Joaquín Sobrino
Joaquín Sobrino (* 29. Juni 1982) ist ein spanischer Radrennfahrer. Zwischen 2007 und 2016 war er bei verschiedenen internationalen Radsportteams aktiv und gewann in dieser Zeit sieben Abschnitte internationaler Etappenrennen.

## Erfolge
2008
- eine Etappe Vuelta a Navarra
- eine Etappe Vuelta Mexico

2009
- eine Etappe Vuelta a Castilla y León

2010
- eine Etappe Vuelta a Asturias

2012
- eine Etappe Tour d’Algérie
- eine Etappe Okolo Jižních Čech

2013
- eine Etappe Five Rings of Moscow

## Teams
- 2007 Relax-GAM
- 2008 Burgos Monumental
- 2009 Burgos Monumental-Castilla y León
- 2010 Caja Rural
- 2011 Caja Rural
- 2012 SP Tableware Cycling Team
- 2013 SP Tableware
- 2014 Differdange-Losch
- 2015 Inteja-MMR
- 2016 Inteja-MMR